# Jean-Siffrein Maury
Jean-Siffrein Maury (ur. 26 czerwca 1736 w Valréas, zm. 10 maja 1817 w Rzymie) – francuski kardynał.

## Życiorys
Urodził się 26 czerwca 1736 roku w Valréas, jako syn Jeana Jacques’a Maury’ego i Jeanne Guille. W 1769 roku przyjął święcenia kapłańskie. Wkrótce potem został kanonikiem kapituły w Lombez, a jako reprezentant Stanów Generalnych bronił monarchii. 24 kwietnia 1792 roku został tytularnym arcybiskupem Nicei, a 1 maja przyjął sakrę. 21 lutego 1794 roku został kreowany kardynałem prezbiterem i otrzymał kościół tytularny Santissima Trinità al Monte Pincio. Tego samego dnia mianowano go arcybiskupem ad personam Tarquinii. Gdy armia napoleońska najechała Italię, udał się do Sieny, a następnie do Wenecji. Ludwik XVIII mianował go ambasadorem przy Piusie VII. W 1805 roku spotkał się z Napoleonem, a rok później osiadł w Paryżu i został nazwany „kardynałem Francji”, a także objął urząd senatora. Był obecny podczas zaślubin cesarza z Marią Ludwiką i w tym samym roku został mianowany przez Napoleona arcybiskupem Paryża, jednak nominacja nie uzyskała zgody papieża. W 1812 roku brał udział w negocjacjach konkordatu z Fontainebleau, a rok później został odznaczony Orderem Zjednoczenia. W 1814 roku musiał uciekać z Francji, obawiając się zemsty Ludwika XVIII. Po powrocie do Rzymu, papież zabronił mu uczestniczenia w kongregacjach kardynalskich i Kolegium Kardynałów, a także złożył z zarządzania diecezją. Dzięki wstawiennictwu Ercole Consalviego odzyskał przywileje kardynalskie w 1815 roku. Rok później zrezygnował z biskupstwa Tarquinii. Zmarł 10 maja 1817 roku w Rzymie.